# San Javier (Sonora)
San Javier es una población ubicada al centro del estado mexicano de Sonora, fue fundada en el año de 1706 y obtendría su categoría actual de municipio autónomo en el año de 1934.
Es una comunidad que fue muy exitosa como zona minera durante la época colonial y Post-independiente de México, aún quedando rastros y vestigios de aquellas épocas encontramos como sus mayores exponentes a las Minas de las Ánimas y la Grande.

## Historia
Fundado en 1706 por el general Antonio Becerra Nieto como el "Real de Minas de San Javier", San Javier ha desarrollado su historia en torno a esta actividad, la minería.
Durante el siglo XIX tuvo la categoría de mineral perteneciente al distrito de Hermosillo, tiempo después lograría obtener la categoría de municipio en la segunda mitad del siglo XIX, pero en 1930 se le incorporaría de nuevo al municipio de Hermosillo, para después, en 1931 pasar a la jurisdicción del Municipio de Villa Pesqueira, y en 1934 fue incorporado al municipio de La Colorada. Es así, que finalmente en ese mismo año de 1934 se le regresa la categoría de municipio que conserva hasta la actualidad.
- 1706: fundada por el general Antonio Becerra Nieto el "Real de Minas de San Javier".
- 1930: incorporado al municipio de Hermosillo.
- 1931: incorporado al municipio de Villa Pesqueira.
- 1934: incorporado al municipio de La Colorada
- 1934: Municipio Autónomo San Javier

## Clima
El municipio de San Javier cuenta básicamente con dos tipos de clima, uno semiseco cálido BShw(x)(e), que predomina en este municipio con una temperatura media máxima mensual de 29.9 °C en verano y una temperatura media mínima mensual de 14 °C en invierno, su temperatura media anual es de 21.7 °C, con una precipitación media anual de 508.8 milímetros. El segundo clima semicálido húmedo (A)C(wo)(x)d, con una temperatura media máxima mensual de 25.6 °C en los meses de junio y julio y una temperatura media mínima mensual de 11.3 °C en diciembre y enero. La época de lluvias se presenta en julio y agosto, con una precipitación media anual de 630.1 milímetros, se tienen heladas frecuentes en los meses de febrero y marzo.
| Parámetros climáticos promedio de San Javier, Sonora (1951-2010)                 | Parámetros climáticos promedio de San Javier, Sonora (1951-2010) | Parámetros climáticos promedio de San Javier, Sonora (1951-2010) | Parámetros climáticos promedio de San Javier, Sonora (1951-2010) | Parámetros climáticos promedio de San Javier, Sonora (1951-2010) | Parámetros climáticos promedio de San Javier, Sonora (1951-2010) | Parámetros climáticos promedio de San Javier, Sonora (1951-2010) | Parámetros climáticos promedio de San Javier, Sonora (1951-2010) | Parámetros climáticos promedio de San Javier, Sonora (1951-2010) | Parámetros climáticos promedio de San Javier, Sonora (1951-2010) | Parámetros climáticos promedio de San Javier, Sonora (1951-2010) | Parámetros climáticos promedio de San Javier, Sonora (1951-2010) | Parámetros climáticos promedio de San Javier, Sonora (1951-2010) | Parámetros climáticos promedio de San Javier, Sonora (1951-2010) |
| Mes                                                                              | Ene.                                                             | Feb.                                                             | Mar.                                                             | Abr.                                                             | May.                                                             | Jun.                                                             | Jul.                                                             | Ago.                                                             | Sep.                                                             | Oct.                                                             | Nov.                                                             | Dic.                                                             | Anual                                                            |
| -------------------------------------------------------------------------------- | ---------------------------------------------------------------- | ---------------------------------------------------------------- | ---------------------------------------------------------------- | ---------------------------------------------------------------- | ---------------------------------------------------------------- | ---------------------------------------------------------------- | ---------------------------------------------------------------- | ---------------------------------------------------------------- | ---------------------------------------------------------------- | ---------------------------------------------------------------- | ---------------------------------------------------------------- | ---------------------------------------------------------------- | ---------------------------------------------------------------- |
| Temp. máx. abs. (°C)                                                             | 38.0                                                             | 36.0                                                             | 40.0                                                             | 40.0                                                             | 47.0                                                             | 45.0                                                             | 45.0                                                             | 43.0                                                             | 41.0                                                             | 40.0                                                             | 38.0                                                             | 39.0                                                             | 47.0                                                             |
| Temp. máx. media (°C)                                                            | 16.9                                                             | 18.9                                                             | 20.9                                                             | 23.4                                                             | 27.2                                                             | 32.8                                                             | 31.3                                                             | 31.1                                                             | 29.9                                                             | 26.5                                                             | 22.0                                                             | 18.8                                                             | 25.0                                                             |
| Temp. media (°C)                                                                 | 11.5                                                             | 13.0                                                             | 14.5                                                             | 16.5                                                             | 20.0                                                             | 25.3                                                             | 24.4                                                             | 24.0                                                             | 23.1                                                             | 20.3                                                             | 16.1                                                             | 12.9                                                             | 18.5                                                             |
| Temp. mín. media (°C)                                                            | 6.2                                                              | 7.2                                                              | 8.1                                                              | 9.6                                                              | 12.8                                                             | 17.9                                                             | 17.6                                                             | 16.9                                                             | 16.3                                                             | 14.1                                                             | 10.2                                                             | 7.1                                                              | 12.0                                                             |
| Temp. mín. abs. (°C)                                                             | -8.0                                                             | -5.0                                                             | -3.0                                                             | 1.0                                                              | 2.0                                                              | 3.0                                                              | 7.0                                                              | 8.0                                                              | 7.0                                                              | 2.0                                                              | 1.0                                                              | -5.0                                                             | -8.0                                                             |
| Precipitación total (mm)                                                         | 47.7                                                             | 26.2                                                             | 18.5                                                             | 5.3                                                              | 4.0                                                              | 35.2                                                             | 196.3                                                            | 184.5                                                            | 81.8                                                             | 30.8                                                             | 24.6                                                             | 52.6                                                             | 707.5                                                            |
| Días de precipitaciones (≥ 0.1 mm)                                               | 2.9                                                              | 1.9                                                              | 1.7                                                              | 0.5                                                              | 0.3                                                              | 2.3                                                              | 11.5                                                             | 10.0                                                             | 4.9                                                              | 2.0                                                              | 1.8                                                              | 3.0                                                              | 42.8                                                             |
| Fuente: Servicio Meteorológico Nacional. Actualizado el 13 de diciembre de 2016. |                                                                  |                                                                  |                                                                  |                                                                  |                                                                  |                                                                  |                                                                  |                                                                  |                                                                  |                                                                  |                                                                  |                                                                  |                                                                  |

## Período de Gestión y Representación Política

### Periodo Presidente Municipal
1979–1982
Ramón Santiago Encinas Ruiz
1982–1985
Arnoldo Cirilo Ávila Verdugo
1985–1988
Gabriel Antonio Martínez González
1988–1991
Cirilo Arnoldo Ávila Verdugo
1991–1994
José Miguel Miranda Ruiz
1994–1997
María del Rosario Flores Leyva
1997–2000
Margarito Gracia Pérez
2000–2003
Sara Sofia Ochoa Ruiz
2003–2006
Martín Gildardo Porchas Olivarrias
2006-2009
José Jesús Miranda Martínez
2009-2012
Carlos Ruiz Reyes
2012-2015
Hilario Valeriano Mendoza Agüero
2015-2018
Luz Ofelia Flores Martínez
2018-2021
César Ruelas Leyva 
(*) Consejo Estatal Electoral
Fuente: Centro Estatal de Estudios Municipales

## Localización
Su ubicación dentro del Estado de Sonora es céntrica, y al centro-este del Estado.
El municipio está ubicado a de Hermosillo, la capital de Sonora.
Colinda al norte con el municipio de Soyopa, al este con Onavas, al sur con Suaqui Grande y al oeste con la Colorada.

## Población
La comunidad es muy amable, se integran fácilmente hacia la conservación de las tradiciones en respeto a la identidad. Cuenta con una población de más de 1000 habitantes toda la gente del pueblo se conoce, más nunca se rechazan a los nuevos pobladores, recibiendo siempre con amabilidad, sobre todo a aquellos mineros y geólogos que se asientan en la zona temporalmente en busca de mineral.

## Geografía
El terreno es montañoso, la zona es desértica, al estar rodeada de montañas. Entre las principales serranías de la zona encontramos las de San Javier y la Barranca.

## Economía
Las principales actividades económicas de la entidad son la ganadería y la minería.
La ganadería es principalmente de ganado bovino y es lo que mantiene económicamente activo al municipio. También se extraen minerales como oro, plata, cobre, plomo y actualmente carbón mineral pero esto se está convirtiendo en más una tradición que una actividad económica puesto que varios factores como el alto costo han impedido que se siga realizando.

## Celebraciones
Se celebra el día 3 de diciembre a San Francisco Javier, Santo milagroso, las comunidades aledañas visitan ese día la iglesia. Cuenta la historia que el Santo en el siglo XIX protegió a la población de las invasiones de los Indios Yaquis que subían al pueblo disfrazados de comerciantes para ver si había soldados en el área.
Otra celebración importante es la del día 2 de mayo, la comunidad se reúne y bajan de la Mina de las Ánimas una cruz, iluminada con antorchas y acompañada de música típica de la zona. Previo a la celebración del día 3 de mayo, día de la Santa Cruz.

## Reconocimientos
El 17 de noviembre de 2005 recibió el reconocimiento por parte del Estado de ser el Municipio más limpio.